# 57 Mnemosyne

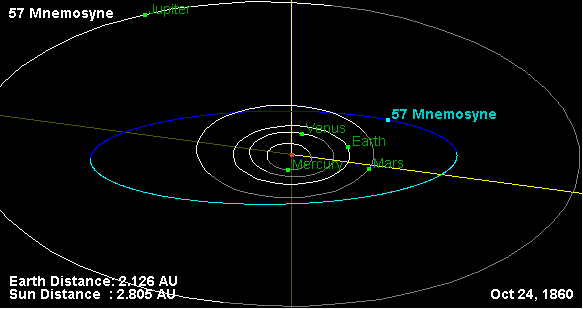

57 Mnemosyne (in italiano 57 Mnemosine) è un grande asteroide della Fascia principale. È un asteroide di tipo S; ha quindi una superficie brillante e probabilmente la sua composizione è una miscela di ferro, nichel e silicati.

## Storia
Mnemosyne fu scoperto il 22 settembre 1859 da Karl Theodor Robert Luther dall'Osservatorio di Düsseldorf (situato nel distretto urbano di Bilk) in Germania, di cui era direttore dal 1851. Fu battezzato così in onore di Mnemosine, una titanide, dea della memoria nella mitologia greca.